# チロル (バンド)
チロル（Chirol）は、日本の女性3人組ロックバンド。メンバーは大竹智紗・中村恵美・西村有里香の3人。2010年、藤沢総合高校の軽音楽部で結成。都内のライブハウスを中心に活動。
disband september 2, 2023

## 概要
2010年、神奈川県立藤沢総合高等学校の軽音楽部でバンドを結成。パワフルで声量のあるボーカルと本格的なギターサウンド、楽曲の幅の広さが特徴の青春ロックバンド。高校在学中から数々のコンテストで高い評価を得る。神奈川県高等学校軽音楽コンテストに2年連続決勝ライブ出場。審査員特別賞・準グランプリを受賞。
2012年、高校3年生で、10代限定の音楽フェス「閃光ライオット」に1万組以上の応募の中から選ばれ出場。日比谷野外音楽堂で3,000人の観客の前で演奏した。
卒業後は都内のライブハウスを拠点としてライブをする一方で、地元藤沢市でイベント参加や自主企画ライブを開催するなど幅広く活動している。
2015年、イナズマロックフェス2015への出演権をかけたイナズマゲートで準グランプリを受賞。
2018年8月、地元藤沢市のPR動画に歌と演奏で参加。

## メンバー
大竹智紗（おおたけ ちさ）
リーダー。ボーカル、ギター担当。
中村恵美（なかむら めぐみ）
ベース担当。
西村有里香（にしむら ゆりか）
ドラムス、コーラス担当。

## 来歴
- 2010年、神奈川県立藤沢総合高等学校の軽音楽部にて結成。
- 2012年8月21日、第2回高等学校軽音楽コンテスト関東大会 準グランプリ受賞[5]。
- 2012年9月2日、東京・日比谷野外音楽堂にて「閃光ライオット2012」ファイナル出場。
- 2015年、イナズマロックフェス2015への出演権をかけたイナズマゲートで準グランプリを受賞。
- 2016年2月22日、東京・六本木morphにて「ハピコレ!!×Eggs presents『3マンでニンニンニン!!』」出演。
- 2017年、「うちらの藤沢フェス〜夏の陣〜・〜冬の陣〜」を開催。
- 2018年3月26日、ライブツアー「東海道三人四脚」を開催。JR東海道線沿いの神奈川県内4カ所（藤沢・横浜・大船・小田原）を巡る。
- 2018年8月、藤沢市のPR動画「キュンとさせるこのまちで。 ロックバージョン」の歌と演奏を務めた。
- 2019年3月9日、東京・渋谷 CLUB CRAWLにて「チロル レコ発 × しなまゆ 2マン」を開催。
- 2019年8月11日、藤沢市民会館小ホールにて「ふじさわんまん〜藤沢市民会館大ホールへの道〜」を開催。

## 作品
- 青春ロック
- カメレオンガール
- 絵空夢（2015年2月14日）
  - いつでも空は青く住んでいる（詞/曲:大竹智紗） MV - YouTube
  - 遠吠え（詞/曲:大竹智紗） 歌詞動画 - YouTube
- GLORY（2015年11月22日）
  - c/w 泡沫の夢 MV - YouTube
- ロックンロールロールが鳴り止まない夜 MV - YouTube
- あなたにこの声が届くまで（2019年3月9日、詞/曲:大竹智紗） MV - YouTube
  - c/w Lady
- 茜さす街（2019年12月15日、詞/曲:大竹智紗）

### 参加作品
- ふわふわ「桜並木」（2018年2月14日） - 大竹智紗が作詞・作曲を担当[6] 公式動画 - YouTube
- 藤沢市PR動画「キュンとさせるこのまちで。ロックVer」（2018年、ふじさわシティプロモーション委員会） - 歌と演奏で参加 公式動画 - YouTube
- まなみのりさ「LUCK SONG」（2018年） - 楽曲提供 公式動画 - YouTube

## 出演
- ラジオ「チロルのねぼすけラジオ」（レディオ湘南 毎週日曜10:00-10:29）